# Gouvernement Gaston Eyskens IV
Royaume de Belgique
Vanden Boeynants I Eyskens V
Le gouvernement Gaston Eyskens IV est le gouvernement belge, composé de socialistes et sociaux-chrétiens, qui a gouverné du 17 juin 1968 au 20 janvier 1972. Il comporte 27 ministres et 2 secrétaires d'État.
Le gouvernement Vanden Boeynants I était tombé en raison de son incapacité à régler l'affaire de Louvain, entraînant des élections anticipées le 31 mars 1968. Ces élections montrent l'érosion des partis traditionnels : les sociaux-chrétiens, les socialistes et les libéraux étant tous grands perdants. L'implosion du PSC-CVP, ses deux ailes linguistiques devenant deux partis distincts, entraîne une dispersion de l'électorat social-chrétien. Les partis communautaires sont les grands vainqueurs des élections et obtiennent une place qu'ils n'avaient eu jusque-là : la Volksunie profite largement de la défaite du CVP, le FDF progresse et le Rassemblement wallon, parti résultant de l'union des régionalistes wallons, fait son entrée au Parlement. La nouvelle donne politique entraîne la plus grande crise que la Belgique a alors connu : il faut 132 jours pour que le nouveau gouvernement soit formé. 
Le "groupe des XXVIII", formé en septembre 1969, est un groupe parlementaire visant à résoudre les problèmes communautaires. Ses travaux amèneront à la première réforme de l'État en décembre 1970, mettant fin à la Belgique unitaire "de Papa" et posant les bases du fédéralisme belge. Cette réforme institue le principe d'autonomie culturelle et fonde trois communautés linguistiques : la communauté flamande, la communauté française et la communauté germanophone. Le principe de la parité linguistique au gouvernement fédéral et à Bruxelles est introduit. Le principe de la sonnette d'alarme, visant à annuler tout projet de loi qui porterait atteinte à l'une ou l'autre des communautés, est également mis en place. Bien que le texte constitutionnel est moins clair à ce sujet, trois régions sont également créées : la région flamande, la région wallonne et la région bruxelloise. Des conseils économiques régionaux sont mis en place. 
Les débats autour de la réforme de l'État n'ont cependant pas été de tout repos. Les frontières de la nouvelle région bruxelloise font largement débat ; la Volksunie refuse de voir Bruxelles s'étendre davantage dans le Brabant flamand tandis que le FDF insiste pour que les communes à facilité de la périphérie bruxelloise fassent partie de la Région bruxelloise ; les deux partis refuseront de voter les articles relatifs à ce sujet.
Les accords de Luxembourg, signé par le gouvernement les 8 et 23 juin 1971, acceptent l'entrée du Royaume-Uni, de l'Irlande et du Danemark dans la CEE.

## Composition
| Ministère | Nom                                                                 | Parti |
| --- | ------------------------------------------------------------------- | ----- |
| Premier ministre | Gaston Eyskens                                                      | CVP   |
| Vice-Premier ministre et ministre des Affaires économiques à partir du 27-01-69: Vice-Premier ministre à partir du 22-02-71: Vice-Premier ministre et ministre des Affaires économiques | Joseph-Jean Merlot († 22-01-69) à partir du 27-01-69: André Cools   | PSB   |
| Ministre sans portefeuille, chargé de la Politique et de la Programmation scientifiques                                                                                                 | Théo Lefèvre                                                        | CVP   |
| Ministre de l'Éducation nationale | Pierre Vermeylen                                                    | BSP   |
| Ministre de la Défense nationale | Paul-Willem Segers                                                  | CVP   |
| Ministre des Affaires étrangères | Pierre Harmel                                                       | PSC   |
| Ministre de l'Agriculture | Charles Héger                                                       | PSC   |
| Ministre des Postes, Télégraphes et Téléphones | Edward Anseele                                                      | BSP   |
| Ministre du Commerce extérieur | Hendrik Fayat                                                       | BSP   |
| Ministre de la Coopération au Développement | Raymond Scheyven                                                    | PSC   |
| Ministre des Communications | Alfred Bertrand                                                     | CVP   |
| Ministre de la Justice | Alfons Vranckx                                                      | BSP   |
| Ministre des Travaux publics | Jos De Saeger                                                       | CVP   |
| Ministre de la Prévoyance sociale | Placide De Paepe                                                    | CVP   |
| Ministre de l'Emploi et du Travail | Louis Major                                                         | BSP   |
| Ministre des Finances | Jean-Charles Snoy et d'Oppuers                                      | PSC   |
| Ministre de la Culture française | Albert Parisis                                                      | PSC   |
| Ministre de la Fonction publique | René Pêtre                                                          | PSC   |
| Ministre de la Famille et du Logement | Gustaaf Breyne                                                      | BSP   |
| Ministre des Classes moyennes | Charles Hanin                                                       | PSC   |
| Ministre de la Santé publique | Louis Namèche                                                       | PSB   |
| Ministre de l'Intérieur | Lucien Harmegnies                                                   | PSB   |
| Ministre de l'Éducation nationale | Abel Dubois                                                         | PSB   |
| Ministre des Relations communautaires | Leo Tindemans                                                       | CVP   |
| Ministre de la Culture néerlandaise | Frans Van Mechelen                                                  | CVP   |
| Ministre des Relations communautaires | Freddy Terwagne († 15-02-71) à partir du 22-02-71: Fernand Dehousse | PSB   |
| Ministre du Budget | André Cools à partir du 22-02-71: Maurice Denis                     | PSB   |
| Ministre-secrétaire d'État à l'Économie régionale | André Vlerick                                                       | CVP   |
| Ministre-secrétaire d'État à l'Économie régionale | Fernand Delmotte                                                    | PSB   |
| du 27-01-69 au 22-02-71: Ministre des Affaires économiques | Edmond Leburton                                                     | PSB   |